# Persisk trampört
Persisk trampört (Polygonum argyrocoleon) är en slideväxtart som beskrevs av Ernst Gottlieb von Steudel och G. Kunze. Persisk trampört ingår i trampörtssläktet, och familjen slideväxter. Inga underarter finns listade i Catalogue of Life.